# Idaea rubiginaria
Idaea rubiginaria är en fjärilsart som beskrevs av Fuchs 1904. Idaea rubiginaria ingår i släktet Idaea och familjen mätare. Inga underarter finns listade i Catalogue of Life.